# Ângela Cardoso
Ângela Sónia Monteiro Cardoso (Luanda, 9 aprile 1979) è un'ex cestista angolana.

## Carriera
Con l'Angola ha vinto l'oro ai FIBA AfroBasket Women 2011 e il bronzo nel 2007. Ha disputato i Giochi della XXX Olimpiade.